# Archytas diaphanus
Archytas diaphanus är en tvåvingeart som först beskrevs av Fabricius 1805.  Archytas diaphanus ingår i släktet Archytas och familjen parasitflugor. Inga underarter finns listade i Catalogue of Life.